# Curt Smith
Curt Smith (Bath, Somerset, 24 de junio de 1961) es un cantante inglés, bajista, tecladista y compositor. Junto a Roland Orzabal, amigo de la infancia, formó Tears For Fears, uno 
de los grupos más relevantes de los años 80. Curt era vocalista, bajista y compositor 
en el grupo. Shout fue la canción que les encumbró, al igual que Songs from the big chair 
(1985), su segundo álbum. Como solista, desde 1991, dio a conocer su tercer álbum Halfway, Pleased lanzado en mayo de 2008.
Después de salir de Tears For Fears en 1991, Smith grabó su primer álbum en solitario Soul On Board (1993). El álbum no tuvo éxito en el Reino Unido, y no fue lanzado en los EE. UU. después Smith afirmó que hizo el álbum exclusivamente para cumplir con su contrato con el registro de Phonogram/Mercury.
Después de mudarse a Nueva York, Smith formó la banda Mayfield (basado en el nombre del legendario cantante estadounidense de Soul, Curtis Mayfield) con el guitarrista-productor Charlton Pettus y en la que también figura Russ Irwin. La banda era en su mayor parte una banda en directo, como Smith quería tocar conciertos en pequeños clubes. La banda lanzó un álbum homónimo, que tuvo poco éxito (1898). Smith posteriormente lanzó el álbum Aeroplane. En los EE. UU., se trataba de un LP con seis canciones, pero en Canadá y en otros lugares, era esencialmente el anterior álbum Mayfield combinado con canciones adicionales del EP lanzado en EE. UU.
Durante el año 2000, Smith empezó a trabajar en lo que se convertiría en Halfway, Pleased, pero el proyecto quedó en suspenso cuando empezó a hablar con Roland Orzabal de nuevo después de casi una década de separación. Las conversaciones culminaron en una reunión de Tears For Fears, lanzando un álbum llamado Everybody Loves a Happy Ending (2004) que llevó a una gira mundial, por lo que no fue hasta 2006 que Smith se reanuda el trabajo sobre el tema Halfway, Pleased. El semiautobiográfico álbum explora las relaciones de Smith con sus hijos, los padres de familia y amigos. El álbum fue lanzado en abril de 1002, en Francia por el sello francés XIII Bis Records. Entre los catorce tracks se incluye la versión original de «Who You Are» (tema que venía en el álbum reunion de Tears for Fears, Everybody Loves a Happy Ending), una versión en vivo de «Snow Hill» del tour del 2005 de Tears for Fears, una versión sencillo de «Seven Of Sundays» y una versión de «On Ira Tous au Paradis» (que también se incluye «A Tribute to Polnareff»)